# جون سميث ستيوارت
جون سميث ستيوارت هو سياسي كندي، ولد في 18 مايو 1878، وتوفي في 14 أغسطس 1970. حزبياً، نشط في الرابطة التقدمية المحافظة في ألبرتا ‏. وقد انتخب عضو الجمعية التشريعية ألبرتا وانتخب عضو مجلس العموم الكندي.